# El rey escorpión 4
The Scorpion King 4: Quest for Power es una película de aventuras y fantasía directamente para video del año 2015. Se estrenó en Netflix el 6 de enero de 2015 y posteriormente en home media. Es la cuarta entrega de la Saga del Rey Escorpión, siendo la segunda protagonizada por Victor Webster en el papel principal y en los papeles secundarios Ellen Hollman, Lou Ferrigno, Rutger Hauer, Royce Gracie, Eve Torres, e Ian Whyte. Este filme continúa la historia de Mathayus, tras los eventos de The Scorpion King 3: Battle for Redemption.

## Sinopsis
Mathayus y Drazen, quien se encuentra bajo tutelaje del acadio, se infiltran en el palacio de Skizurra para encontrar y adquirir un artefacto, conocido como la Urna de los Reyes, para entregárselo al Rey Zakkour de Al-Moraad. En el proceso, son descubiertos y tras una breve lucha, se revela que Drazen es un traidor que realmente ambicionaba la Urna.
Mathayus regresa a Zakkour, quien le dice que la inscripción de la Urna le enseñará la manera de usar los poderes de Lord Alcaman, un poderoso hechicero que una vez controló todo el mundo conocido. Bajo las instrucciones del Rey, Mathayus sigue a Drazen al reino de Norvania en los Bosques del Norte para entregar un tratado de paz. Drazen le entrega la Urna a su padre, el Rey Yannick, quien la rompe para obtener la Llave Dorada de Lord Alcaman, la cual lleva la verdadera inscripción escrita.
Mathayus llega a Norvania y es atacado por los guardias del rey. Los soldados no pueden vencer a Mathayus, quien sin embargo se deja arrestar para poder entrar al castillo del rey. En la cárcel, Mathayus conoce a Valina Raskov, quien convence a Mathayus para que le pague para conocer al rey. Ella explica que es miembro del linaje real original y que Drazen desea consolidar el ascenso al poder de su padre con su ejecución pública.
Drazen aparece con unos guardias y se lleva a Mathayus para torturarlo, sospechando que su tratado de paz es un pretexto. Sin embargo, el Rey Yannick le cree a Mathayus, lo libera, y lo invita a un banquete. Drazen asesina a su padre con escorpiones negros y culpa a Mathayus. Antes de morir, Yannick le da la Llave a Mathayus, quien evita ser capturado y huye con Valina, quien fingió una enfermedad para escapar de su celda, y ambos usan el caos para irse del castillo.
En el proceso, Mathayus sufre una herida en el hombro (como la que sufrió en su lucha contra Memnón). Los dos van a ver al padre de Valina, Sorrell Raskov, un excéntrico sabio e inventor quien no desea retomar su lugar en el trono. Sorrell es capaz de leer la inscripción en la llave, la cual dice que deben encontrar un palacio oculto en Glenrrossovia para hallar la Corona de Alcaman, que les permitirá dominar el mundo. Drazen llega, toma la llave, incendia la casa, y los abandona a su suerte.
Los héroes escapan y marchan a Glenrrossovia, donde Drazen se encuentra aterrorizando a los aldeanos para encontrar el palacio. Tras reclutar a un muchacho local para robar la llave, la llevan al Templo de la Diosa, custodiado por la Alta Sacerdotisa Femenina. Descubren que la Llave de inserta en un hueco simbólico en la estatua de la Diosa, en el santuario subterráneo del Templo. Dicho santuario les revela la siguiente dirección de su viaje.
Valina encuentra a su amigo Roland en las mazmorras, y este se une a ellos. Le piden a Gorak un mapa del Bosque Tugarin en donde se esconde el palacio de Alcaman, en una montaña y custodiado por un dragón. Obtienen el mapa después de que Valina derrotara a Chancara en una lucha. Durante el viaje a través de bosque, son capturados por una tribu de pigmeos, uno de cuyos miembros es un gigante llamado Duan. 
El hermano de Duan, Onus, es el jefe e intenta sacrificarlos a las "criaturas del bosque." Pero Mathayus causa que las criaturas se retiren, y la tribu los acepta. A pesar de las advertencias sobre la bestia, los héroes marchan hacia la montaña, donde descubren que el dragón es en realidad un aparato mecánico.
Finalmente, logran llegar al palacio de Alcaman y abrir la puerta secreta. Roland demuestra ser un traidor que trabaja para Drazen, cuyos hombres rodean y ocupan el salón del trono de Alcaman. Mathayus y Valina luchan contra los atacantes, pero Sorrell recibe una herida mortal por parte de Drazen. 
Con las notas de Sorrell, Mathayus se adentra en el palacio de Alcaman, logra esquivar las trampas que matan a los seguidores de Drazen y encuentra la Corona de Alcaman creyendo que su poder es la única esperanza de salvar a Sorrell. 
Al colocarse la Corona, su cuerpo se cubre de fuego, pero no arde. Mientras se prepara para regresar con sus amigos, Drazen lo sorprende y toma la Corona. Drazen es juzgado indigno del poder de la Corona y esta lo congela hasta matarlo. Mathayus destroza el cadáver congelado de Drazen y usa la Corona para resucitar a Sorrell, quien por fin comienza a creer en la magia.
El grupo se va de la montaña y sellan la puerta con la Llave y la Corona dentro, diciéndole al resto de los hombres de Drazen que el poder de Lord Alcaman era sólo un mito. Sorrell es coronado rey de nuevo, pero le deja el trono a Valina, la cual promete construir un reino basado en "ciencia y matemáticas, verdad y razón, y sólo un poquito de magia".
Durante los créditos, Mathayus es liberado de sus servicios por el Rey Zakkour, quien le permite quedarse al servicio de la Reina Valina. Valina y Mathayus se besan en una cena en la que también se encuentran presentes Gorak y Chancara.

## Reparto
- Victor Webster como Mathayus, el Rey Escorpión.

- Ellen Hollman como Valina.

- Lou Ferrigno como Skizurra.

- Rutger Hauer como el Rey Zakkour.

- Royce Gracie como Anngar.

- Eve Torres como Chancara.

- Ian Whyte como el Príncipe Duan.

- Barry Bostwick como Sorrell Raskov.

- Will Kemp como Drazen.

- Michael Biehn como el Rey Yannick.

- M. Emmet Walsh como Gorak.

- Brandon Hardesty como Boris.

- Rodger Halston como Roland.

- Leigh Gill como el Jefe Onus.

- Corneliu Ulici como Radu.

- Esmé Bianco como la Alta Sacerdotisa Femenina.

- Roy Nelson como Roykus.

- Antônio Silva como Cronkus.

- Don "The Dragon" Wilson como Gizzan.

## Secuela
Un quinto filme, titulado Scorpion King: Book of Souls, fue estrenado en 2018. Zach McGowan reemplazó a Victor Webster en el papel de Mathayus. La película presentó un nuevo reparto, incluyendo a Pearl Thusi, Katy Saunders, Nathan Jones y Peter Mensah. Fue dirigida por Don Michael Paul.